# Make a Wish
Make a Wish ist eine US-amerikanische Filmkomödie mit Musicalelementen aus dem Jahr 1937 von Kurt Neumann. Die Produktion der RKO Pictures entstand nach einer Erzählung von Gertrude Berg.

## Handlung
Der neunjährige Chip Winters verfügt über eine beeindruckende Singstimme. In den Schulferien besucht er das Feriencamp Birchlake in Maine und ist schnell bei den anderen Jungen beliebt. In eine Waldhütte in der Nähe des Camps hat sich der Komponist Johnny Selden zurückgezogen, um an seiner neuen Operette zu arbeiten. Chip und Johnny werden bald Freunde. Um seinem Freund ein wenig vom Flair New Yorks zu vermitteln, liest Chip Johnny die Briefe seiner Mutter Irene vor.
Irene kommt mit ihrem Verlobten Walter Mays zu Besuch ins Lager. Sie lernt Johnny kennen, der ihr von den ersten beiden Akten seiner Operette erzählt. Bei einer Party trägt die ehemalige Opernsängerin Irene einen der Songs aus Johnnys Werk vor. Walter ist verärgert, da er Irene zur Aufgabe ihrer Karriere gebracht hatte. Aus Wut ordnet er die Abreise zusammen mit Chip für den nächsten Morgen an. Der bestürzte Chip verabschiedet sich traurig von seinen Freunden und reist mit seiner Mutter und Walter ab.
Auch Johnny ist wegen Irenes Abreise bestürzt. Frustriert übergibt er die letzten Akte an seinen Diener Joseph, der die Partituren dem Produzenten Wagner übergeben soll. Joseph, selber ein erfolgloser Komponist, macht sich in Begleitung seiner Freunde Moreta und Brennan auf den Weg nach New York. Unterwegs verliert er jedoch das Manuskript. In ihrer Not versuchen die drei ihr eigenes Material als Johnnys Operette auszugeben. Die Produzenten sind jedoch von der Arbeit abgeschreckt.
Chip erfährt von den Problemen mit Johnnys Manuskript. Er eilt in Wagners Büro und singt aus dem Gedächtnis Teile aus den letzten Akten vor. Mit seiner Mutter rekonstruiert er dann den Rest der Operette. Der beeindruckte Wagner lässt die Operette anlaufen. Bei der Premiere tritt auch Irene wieder auf die Bühne. Johnny besucht die Premiere und kann den Star der Operette, Irene, am Ende in die Arme schließen.

## Auszeichnungen
1938 erhielt Hugo Riesenfeld als musikalischer Direktor des Films eine Oscar-Nominierung in der Kategorie Beste Filmmusik.

## Hintergrund
Der Film feierte am 27. August 1937 seine Premiere. Für Basil Rathbone war Make a Wish eine Abweichung von seinem üblichen Schurkenimage, dass er in zahlreichen Filmen der späten 1930er-Jahre kultivierte. In der Rolle der Mutter kam die Sängerin Marion Claire (1902–1988) zu ihrem einzigen Filmauftritt, ansonsten beschränkte sich ihre Karriere auf Bühnen und Opernhäuser. Der Hauptdarsteller Bobby Breen gab später seine Schauspielkarriere auf, um in Nachtclubs zu singen und eine Talentagentur zu leiten.
In einer kleinen Nebenrolle ist Jay Silverheels, bekannt als Tonto, dem Begleiter und Unterstützer des Lone Ranger, zu sehen.